# Bandeira do Sul
Bandeira do Sul é um município brasileiro do estado de Minas Gerais.  Localiza-se na região do Sul de Minas Gerais, confrontando ao norte com Botelhos, ao sul com Caldas, a leste com Campestre e a oeste com Poços de Caldas, a uma latitude 21º 43' 40" sul e uma longitude 46° 23′ 9″ oeste, estando a uma altitude de 951 metros e possuindo uma área de 46,917km². Sua população estimada pelo IBGE em 2018 é de 5 713 habitantes .

## História
O município de Bandeira do Sul teve como participantes, colaboradores primários de sua fundação José Bandeira de Carvalho, João Vilela de Carvalho, Pedro de Castro Muniz e Salvador Flores. Porém, a ideia de formar uma vila entre as terras de Poços de Caldas e Campestre, em virtude da enorme distância entre as duas cidades, nasceu de José Bandeira de Carvalho. Diante de seu idealismo adquiriu alguns alqueires na região denominada Marambaia, para a futura colonização dos terrenos.
A economia do município consiste basicamente na agricultura e pecuária, e a principal fonte de renda, no passado, eram as indústrias de cerâmicas e olarias. Hoje o cenário mudou, existem inúmeras fábricas de costuras gerando centenas de empregos aos cidadãos bandeira sulenses além de indústrias de laticínios e o setor metalúrgico da cidade vizinha de Poços de Caldas.

## Pontos turísticos

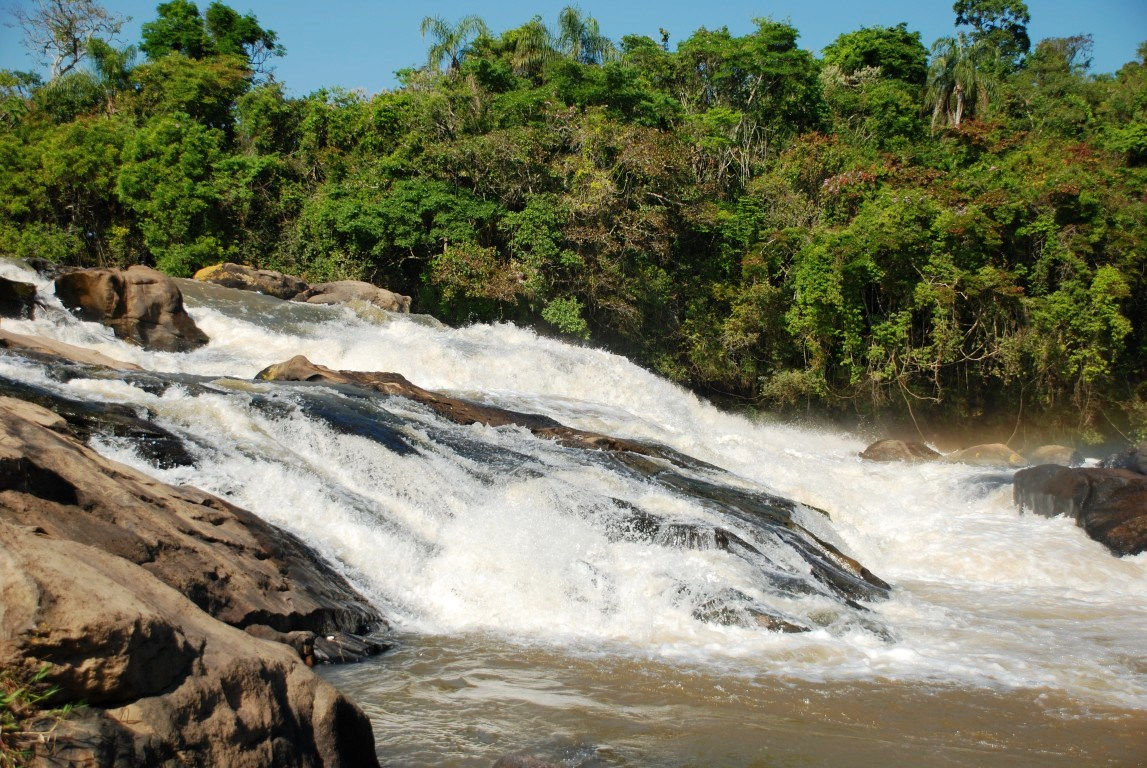
Cachoeira do Rio Pardo

Cachoeira do Rio Pardo.